# James Basevi
James Basevi (ur. 21 września 1890 w Plymouth, zm. 27 marca 1962 w Bellflower) – brytyjski scenograf filmowy i ekspert od efektów specjalnych.
Po zakończeniu służby wojskowej, w czasie I wojny światowej Basevi wyemigrował początkowo do Kanady, a następnie osiadł na stałe w Stanach Zjednoczonych. W 1924 zaczął projektowanie scenografii filmowej dla wytwórni MGM.
Zdobył Oscara za najlepszą scenografię do filmu Pieśń o Bernadette (1943) Henry’ego Kinga. Był także nominowany do tej nagrody za scenografię do filmów Wichrowe Wzgórza (1939, reż. William Wyler), Człowiek z Zachodu (1940, reż. William Wyler), The Gang’s All Here (1943, reż. Busby Berkeley) i Klucze królestwa (1944, reż. John Stahl).